# Большая Речка (Алтайский край)
Большая Речка — село в Троицком районе Алтайского края, располагается на одноимённой речке. Относится к Петровскому сельсовету.

## История
В «Материалах по исследованию крестьянского и инородческого хозяйства в Бийском уезде» (выпуск III. Бийская волость. 1900 г.) про Большую Речку говорится следующее: деревня лежит на севере волости, при пересечении Барнаульско-Бийским почтовым трактом реки Большой, в довольно глубокой долине. Большая часть селения расположена под высоким и крутым увалом левого берега, правая-же сторона начала застраиваться только в последнее время.
Год образования селения неизвестен. Во время составления плана (1833 г.) в даче д. Большой Речки жили заимкой, верстах в 2-х выше по реке, Николай Юрьев с товарищами, которые, спустя немного времени после межевания, переехали на место, занимаемое теперь селением. В Списке населенных мест Сибирского края 1928 года[1] указано, что деревня Большая Речка основана в 1856 году. В «Материалах» отмечается, что деревня Большая Речка (Мостовушка) встречается в списках X ревизии 1858 года. По окладной книге 1859 года в Большой Речке учтено 20 душ мужского пола (Чащины, Копыловы, Маношкины, Лапины). Далее из «Материалов»: к 1870 году здесь считалось уже до 30 дворов новоселов, выселившихся из разных губерний. После 1870 года прилив населения почти не прекращался, причем ежегодно сюда приселялось по 5-11 семей. По переписи 1897 года в Большой речке учтено 199 дворов (540 мужчин, 1080 женщин).
Большая часть пришлого населения выселилась сюда из губерний: Тобольской (53 двора), Рязанской (40 дворов) и Тамбовской (20 дворов); затем 27 семей переселилось из разных уездов Алтайского округа, главным образом из Бийского уезда (11 семей) и из Барнаульского (14 семей). Значительных выселений отсюда не было, но к 1900 году выехало на заимки в «Камень» (т.е. в Горный Алтай) 6 семей переселенцев из Тобольской губернии – староверов, уехавших от строящейся церкви.
Большинство населения – православное, старообрядцев остается лишь несколько семей; приходская церковь в селе Хайрюзовском, до которого считается 11 верст. Вновь выстроенная церковь почти окончена внутренней отделкой, но еще не освящена.
Дети обучаются в школе грамоты, открытой в 1898 г. по предложению приходского священника. Здание под школу (старый пятистенный дом), было пожертвовано местным купцом, державшим здесь питейное заведение. Учащихся в 1898-1899 учебном году было 36 мальчиков и 6 девочек. Занятия в школе продолжаются около 9 месяцев. Старообрядцы для обучения своих детей имели особого учителя, но теперь этот учитель уехал, так как обучать детей ему было запрещено.
Деревня представляет собой самостоятельную общину, от соседей обособленную по всем угодьям. Когда же селение, с переездом Юрьева, стало заселяться на нынешнем своем месте, то оно сразу захватило часть Хайрюзовской дачи. До 1890-х годов хайрюзовцы не пытались оспаривать этого захвата, но в 1895 г. потребовали, чтобы дело о захвате было решено волостным третейским судом. Суд признал за большереченцами право на пользование захваченным участком.
В описываемой даче крестьяне различают три сорта пахотных земель. Самый лучший из них, - чернозем, залегает на гриве, идущей между реками Большой и Белой; земля здесь крепкая, пашется неопределенно долгое время без забрасывания её в залежь.
Пользование пашней вольное, не ограниченное ни со стороны сорта, ни со стороны размера распахиваемых участков. Жниво, брошенное в залежь и не поднятое через год, может захватить кто угодно из односельчан.  Больше всего здесь сеют овес, затем идет пшеница. Значительные посевы овса объясняются развитыми в селении дворничеством и извозом. Кроме того, много овса идет также в г. Бийск, где он скупается для отправки на прииски. Площадь пахотных земель вычислена в 3587 десятины.
Извозом в селении занято несколько богатых семей. Раньше, по словам крестьян, ямщина была развита сильнее, ходили с товарами в Ирбит; теперь ямщики заняты преимущественно ближним извозом: от Бийска до Барнаула и обратно; изредка ходят и до Томска и Улалы (Горно–Алтайск). Деревня в то время даже именовалась Мостовой - через речку Большую было построено два добротных моста, обеспечивающих возможность провоза больших грузов.
В связи с этим промыслом стоит дворничество, которым занимаются в деревне почти все богатые крестьяне. По тракту между Барнаулом и Бийском, на расстоянии около 180 верст, почти все обозы ночуют в Большой Речке. За ночлег 1 человека со связкой лошадей дворники берут по 30 копеек. За эту плату они дают два раза еду ямщикам и сена для лошадей.
Наибольшую часть сена доставляют покосы по логам и залежам, речные покосы есть только ниже деревни. Хороший сбор сена бывает только в дождливые годы. Раньше в назначенный старостой день все выезжали семьями в степь и захватывали каждый свой участок под покос. С приемом большой партии новоселов община окончательно перешла к переделам. По данным переписи в 1898 году было накошено 26613 копен с 957 десятин по логам, залежам и речным покосам.
Площадь выгона равна около 760 десятинам, из которых 230 – неудобные земли. До половины июля весь скот ходит в выгоне, а затем, по окончанию сенокоса рогатый скот за пастухами пускают на отаву. Рабочих лошадей на ночь на отавы каждый хозяин гоняет отдельно. Сильных падежей скота в Большой Речке давно уже не было. В 1900 году от сибирской язвы выпало 16 лошадей, дальше эпизоотия не пошла.
Если говорить про пользование леса, то ближние к селению березовые колки вырублены достаточно сильно, так что лесу дровяного и годного для поделок вблизи почти не осталось. По валовым билетам крестьяне пользуются лесом на дровяных делянках в Бобровском бору, входящего в состав Барнаульского имения.
Из неземледельческих промыслов в Большой Речке более всего распространено, благодаря близости бора, добывание дегтя и смолы. Этим промыслом занято значительное число семей. Преимущественно гонится деготь, смола же – только по заказу, если кому нужно крышу смолить или что другое. Из промышленных заведений в деревне имеются 2 небольших кожевенных завода. Выше деревни на реке стоит 2-х поставная мельница крестьянина Первова.
В селении есть общественное питейное заведение, дающее порядочный доход, который образует мирской капитал, идущий на достройку и отделку церкви Святителя и Чудотворца Николая (строительство начато в 1899 году).
[1] Список населенных мест Сибирского края. Том I. Округа Юго-Западной Сибири. 1928.

## Население
| 1926 | 1997 | 1998 | 1999 | 2000 | 2001 |
| ---- | ---- | ---- | ---- | ---- | ---- |
| 1972 | ↘239 | ↗240 | ↗246 | ↘241 | ↘234 |
| 2002 | 2003 | 2004 | 2005 | 2006 | 2007 |
| ↗239 | ↘217 | ↗227 | ↘203 | ↘201 | ↘192 |
| 2008 | 2009 | 2010 | 2011 | 2012 | 2013 |
| ↗197 | ↗202 | ↘175 | ↗179 | ↘178 | ↗181 |

Национальный состав
Согласно результатам переписи 2002 года, в национальной структуре населения русские составляли 92 %.